# Meine Seele soll Gott loben, BWV 223

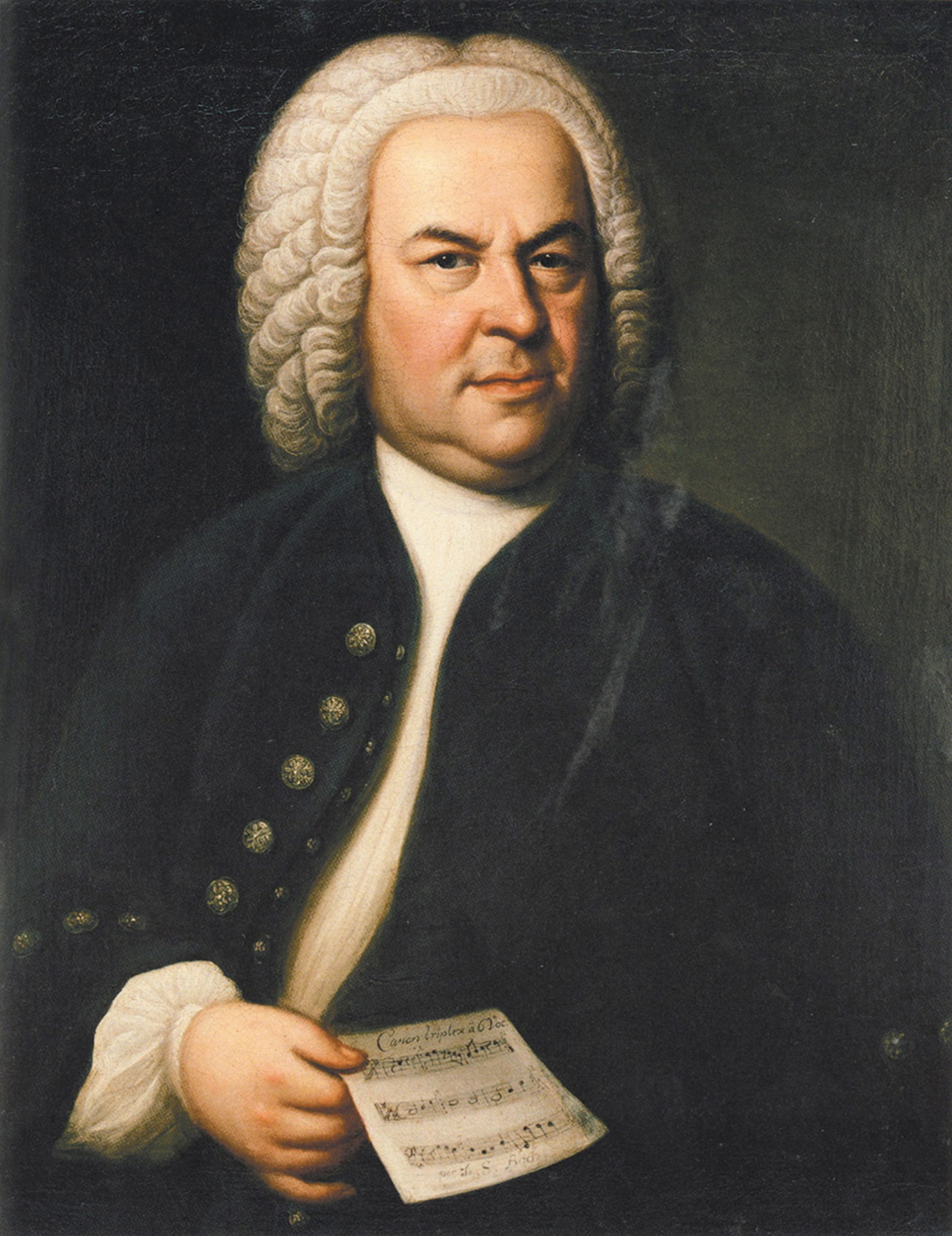
Johann Sebastian Bach, compositor de la cantata.

Meine Seele soll Gott loben, BWV 223 (en español, Mi alma alabará a Dios) es una cantata de iglesia probablemente compuesta por Johann Sebastian Bach en Mühlhausen alrededor de 1707. La música de la cantata se perdió, a excepción de cuatro medidas del tema de la fuga de cierre, y se conoce por un informe de Philipp Spitta. Según Spitta, la cantata incluía un aria de dúo para soprano y bajo.
La cantata también se ha atribuido a Johann Ernst Bach y Georg Friedrich Händel.